# Bengt Janus
Albert Bengt Janus Nielsen (født 5. april 1921 i København, død 5. juni 1988 i Nykøbing Sjælland) var en dansk forfatter, der var aktiv under flere pseudonymer. Som Jens K. Holm udgav han drengebøgerne om Kim & Co. (Kim-bøgerne), der blev til en engelsksproget tv-serie i 26 afsnit. Hans kriminalroman Døden kommer til middag, udgivet under pseudonymet Peter Sander, blev filmatiseret under samme navn af Erik Balling i 1964. Sammen med Erik Balling og Henning Bahs skrev han manuskriptet til spillefilmene Slå først, Frede (1965) og Slap af, Frede (1966). Under pseudonymet Britta Munk skrev han de seksten Hanne-bøger mellem 1953 og 1959.
Bengt Janus voksede op i Hillerødgade på Nørrebro i København sammen med sin 6 år ældre søster, forfatteren og psykologen Grete Janus Hertz. Han gik på Rådmandsgade Skole, hvor hans far Janus Nielsen var lærer og i øvrigt med til at indføre skoletandpleje til Københavns skolebørn.
Bengts forældre havde i mange år et sommerhus ude ved Sydstranden i Dragør. Her opholdt familien sig ofte og Bengt elskede stedet. Når han senere i livet havde brug for ro til at skrive, opholdt han sig ofte alene i huset derude og flere af de første Kim-bøger er skrevet i Dragør.
Da Bengt flyttede hjemmefra boede han i Lavendelstræde inde i København sammen med sin kæreste Bente i nogle år. Efterfølgende flyttede Bengt og Bente op i et gammelt bondehus "Skovly" på Vestre Skovlyvej, Overby Lyng" i Lumsås ved Sjællands Odde, hvor han boede til sin død på Nykøbing Sygehus i 1988, efter at have boet på et plejehjem i Havnebyen. Han var en inspiration for de unge mennesker i området både musikalsk og bogmæssigt og skabte her et fristed hvor man kunne tale om alt. Hans historier om venskabet med Inge og Sten Hegeler, diskussions debatter og filosofiske betragtninger lever videre og han er stadig savnet.
Bengt og Bente blev efter 18 års forlovelse gift men senere skilt igen og fik ingen børn sammen.